# Croix Mâchefer
La croix Mâchefer est un édifice situé dans la ville de Dijon, dans la Côte-d'Or en région Bourgogne-Franche-Comté.

## Histoire
Elle fut construite en 1576.
La croix est classée au titre des monuments historiques par arrêté du 21 décembre 1925.

## Description
La maison attachée est en plan en L à deux niveaux. Elle a été bâtie à la limite du XIXe siècle et du XXe siècle. Une terrasse avec balustrade est à l'arrière et le toit brisé est en ardoises percé de 4 lucarnes à linteau cintré. La façade à 4 travées est couverte d'enduit et les baies à encadrement sont en plat en pierre.